# Basri Çapriqi
Basri Çapriqi (ur. 15 stycznia 1960 we wsi Krute k. Ulcinja, zm. 14 stycznia 2018 w Prisztinie) – albański poeta, publicysta i eseista.

## Życiorys
Po ukończeniu szkoły średniej w Ulcinju podjął studia filologiczne na uniwersytecie w Prisztinie. Po tym jak został usunięty z uczelni, wyjechał do Czarnogóry. Studia podyplomowe ukończył w Edynburgu. W latach 1995–2005 pracował jako dziennikarz w telewizji czarnogórskiej. W 2004 roku obronił pracę doktorską (Simboli në poezinë e sotme shqipe). Pracował na uniwersytecie w Prisztinie, na stanowisku asystenta. Od 2004 roku przewodniczył kosowskiemu PEN-Clubowi.
Pierwsze wiersze publikował w 1976 roku w wydawanym w Ulcinju czasopiśmie Fillimet (Początki). Był autorem dramatu i esejów.
Jest żonaty, dwoje dzieci.

## Poezja
- 1983: Oliwka z dwoma tysiącami pierścieni
- 1986: Në fund të verës
- 1989: Ma qet gjuhën
- 1993: Aksidenti i orës shqiptare
- 1996: Dziwaczne owoce (Frutat bizare)
- 2005: Burimi nën gjuhë
- 2006: Zbutja e gjarprit
- 2013: Perkryerja e shiut

## Tłumaczenia polskie
- Statue of Liberty, Wykopaliska w morzu, Śmierć Sokratesa, Matka Teresa, Stworzenie i koniec świata, Narodziny poety, Mój pokój w Ulqin, Nie zamykaj okna zostaw je otwarte, Świątynia ofiarowania, [w:] Nie jest za późno na miłość. Antologia poezji albańskiej, przeł. M.Saneja, Sejny 2005.